# Eureka!

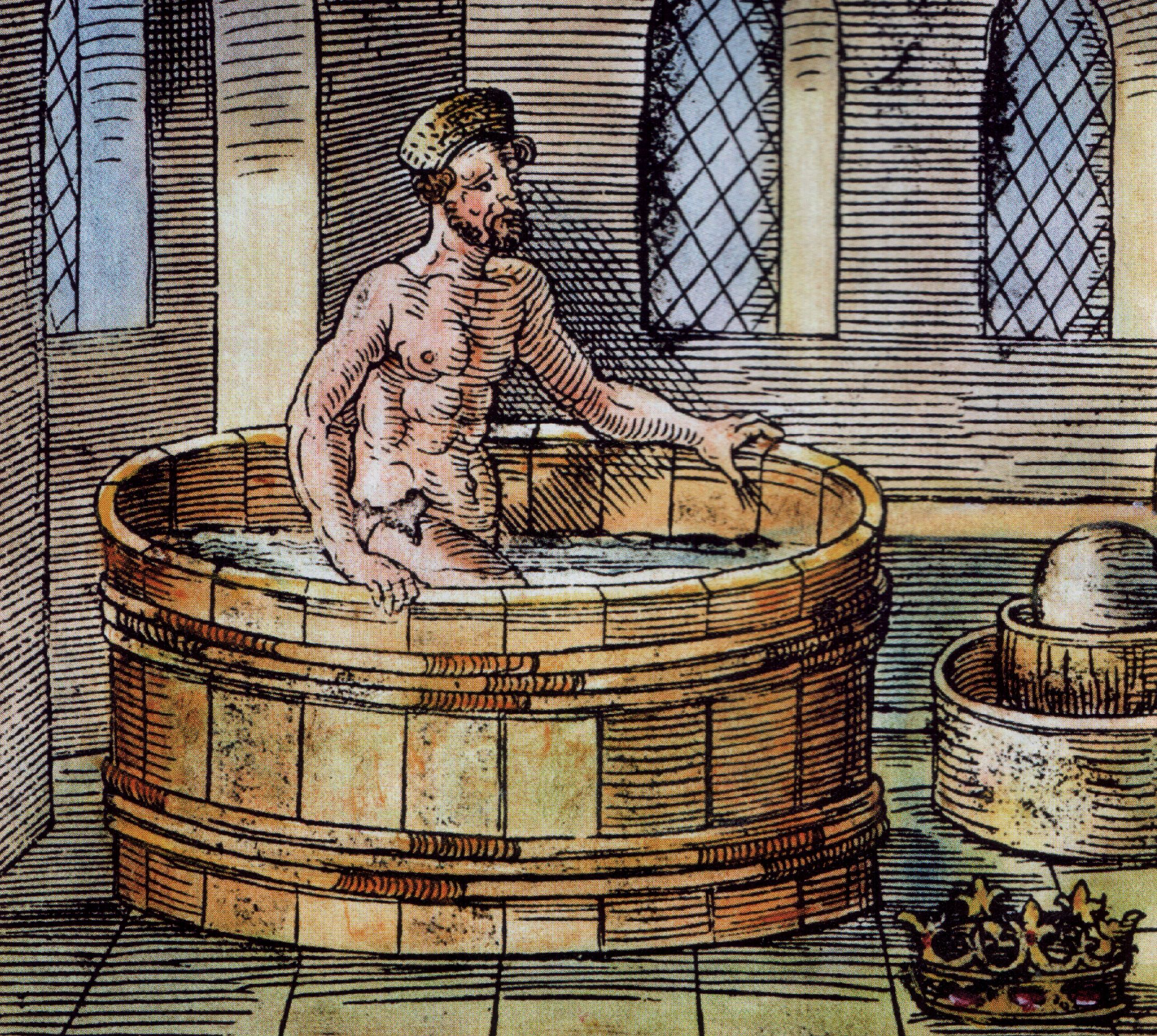
Il·lustració del d'Arquimedes al bany, amb la corona d'Hieró en la part inferior dreta.

Eureka! [del grec εὕρηκα, ēũrēka, 'Ho he trobat!', perfet de εὑρίσκειν, eurískein, 'trobar'] és una interjecció o exclamació amb què hom vol expressar l'alegria que se sent per haver trobat o aconseguit allò que cercava o per haver pogut solucionar un problema.

## Origen
El primer ús conegut d'aquesta expressió és el que s'atribueix al matemàtic grec Arquimedes, quan, tot prenent un bany, va poder comprovar que el volum de qualsevol cos pot ser calculat mesurant el volum d'aigua desplaçada quan el cos hi és submergit. Va descobrir, així, el que anomenem actualment el principi d'Arquimedes. Es diu que el matemàtic va sortir nu als carrers de Siracusa cridant «Eureka!» ('Ho he trobat!').